# Нью-Бедфордська і Тонтенська залізниця

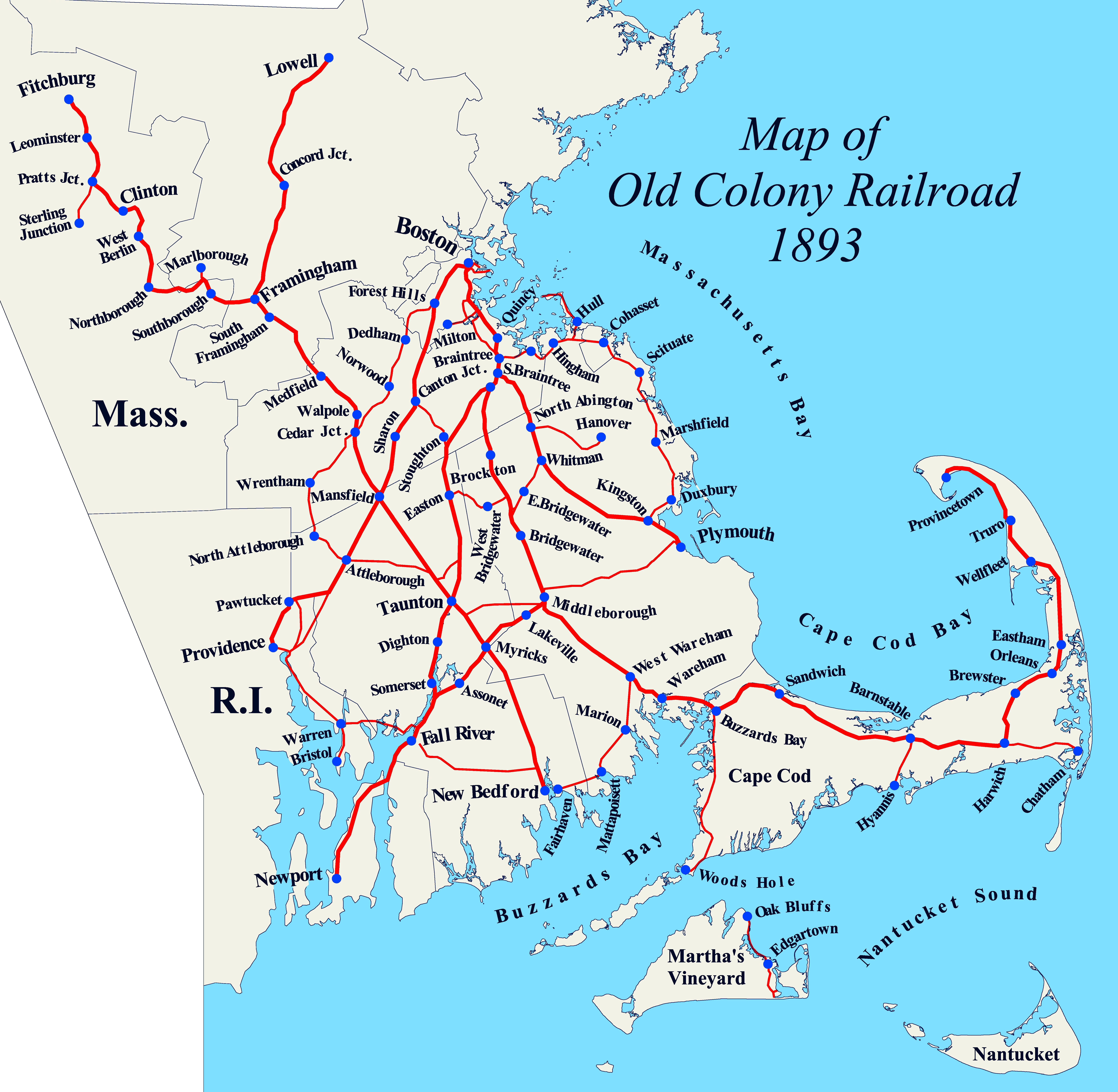
Карта Old Colony Railroad 1893 року

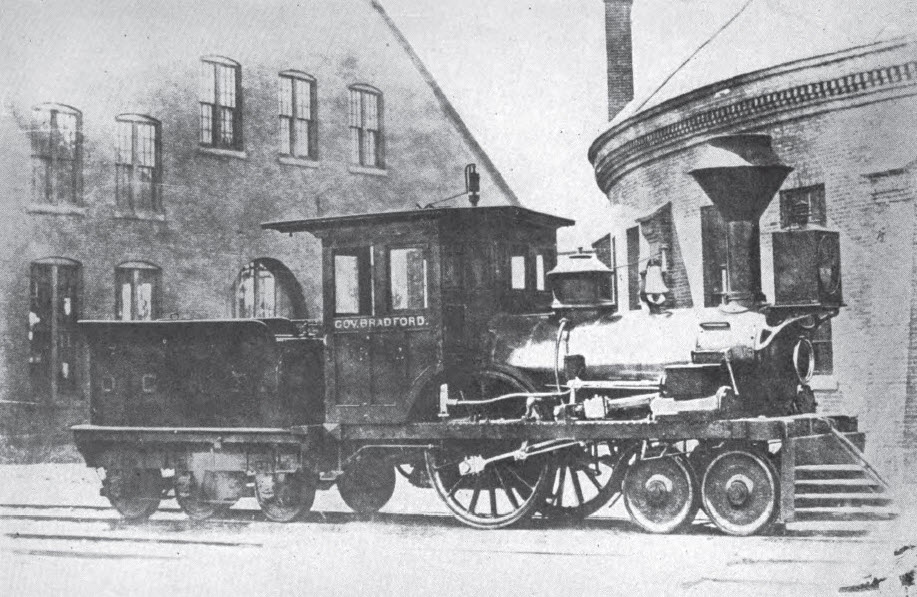
Локомотів Governor Bradford, побудований 1845 року компанією «Hinkley & Drury», фото до 1880-х років

Нью-Бедфордська і Тонтенська залізниця (англ. New Bedford and Taunton Railroad) — колишня залізниця, яка спочатку була зареєстрована в корпорації Старо-колоніальна залізниця (англ. Old Colony Railroad Corporation) 1838 року як продовження залізничної гілки Тонтена між Тонтеном в штаті Массачусетс і Нью-Бедфордом. Назва була змінена 1839 року, до початку сервісу 1840 року. Лінія довжиною 20 миль проходила між Тонтеном і Нью-Бедфордом.
1839 року пост президента залізниці займав Джозеф Гріннел (1788-1885).
1873 року Нью-Бедфордська і Тонтенська залізниця об'єдналася з залізничною гілкою Тонтена (англ. Taunton Branch Railroad) і залізницею Мідлборо і Тонтен (англ. Middleborough and Taunton Railroad), щоб стати Нью-Бедфордською залізницею. 1875 року Бостон, Клінтон і Фітчбурґ залізниця (англ. Boston, Clinton and Fitchburg Railroad) почала лізинг лінії Нью-Бедфорд. Обидві компанії зіллються 1876 року, щоб стати Бостон, Клінтон, Фітчбург і Нью-Бедфорд залізницею.
1879 року Бостон, Клінтон, Фітчбург і Нью-Бедфорд залізниця була орендована Старо-колоніальною залізницею на 999 років, перш ніж була об'єднана в систему Старо-колоніальної залізниці 1883 року.
Оригінальне вирівнювання 1840 року — наразі частина запланованої залізничної дороги Південного узбережжя (англ. South Coast Rail) приміського залізничного сполучення від Нью-Бедфорда до Бостона.